# Chasseurs de cyclones
Les chasseurs d'ouragans ou de cyclones désignent les équipages à bord des avions qui volent à l'intérieur des cyclones tropicaux dans l'Océan Atlantique nord et dans le nord-est de l'Océan Pacifique. Leur mission consiste à rassembler des informations météorologiques sur les phénomènes qu'ils rencontrent grâce à divers instruments. Habituellement, ce sont deux unités qui effectuent ces missions dans l'Atlantique Nord et le Pacifique central : le 53rd Weather Reconnaissance Squadron de la United States Air Force Reserve et les chasseurs d'ouragans de la National Oceanic and Atmospheric Administration. D’autres organisations effectuent des missions similaires dans d'autres bassins océaniques, telles que le Service aérien du gouvernement de Hong Kong.
Avant que les satellites météo ne soient déployés dans les années 1960, c'étaient les avions militaires qui étaient chargés de repérer les cyclones. Aujourd'hui, les satellites ont révolutionné le domaine de la prévision météorologique en détectant les précurseurs des cyclones tropicaux et leur développement.  Cependant, ils sont dans l'incapacité de déterminer la pression ainsi que la vitesse du vent exactes à l’intérieur de ceux-ci, données essentielles pour prédire le développement et le déplacement d'un ouragan. C'est pourquoi, les vols de reconnaissances in situ sont toujours nécessaires. Cinq équipages ont disparu depuis la création de ce type de mission pendant la Seconde Guerre mondiale. 

## Histoire
L'idée d'un avion capable de pister les ouragans fut émise par le Capitaine W. L. Farnsworth de la Galveston Commercial Association au début des années 1930. Appuyée par le United States Weather Bureau, le storm patrol bill (budget pour une patrouille des tempêtes) fut adopté par le Sénat des États-Unis  ainsi que par la Chambre des représentants le 15 juin 1936

### Ouragan surprise de 1943
L'ouragan surprise de 1943 qui frappa Houston au Texas, pendant la Seconde Guerre mondiale, marqua le premier intérêt dans un vol de reconnaissance des ouragans. Cet été là, des pilotes britanniques s’entraînaient au vol par instruments au campus Bryan Field de l'université Texas A&M. Quand ils virent que les Américains évacuaient leur AT-6 Texan alors que la tempête approchait, ils se demandèrent si l'avion pouvait résister à l’intérieur d'un ouragan. Le chef instructeur colonel Joseph Duckworth prit un des avions et vola droit dans l’œil du cyclone. Il revint sain et sauf et ce vol montra qu'il était possible de voler à l'intérieur d'un ouragan. Plusieurs autres vols suivirent. En 1946, la dénomination « Hurricane Hunters » fut utilisée pour la première fois. La US Air Force, et maintenant la US Air Force Reserve, l'utilisent couramment.

### VW-4
L'escadron de reconnaissance météorologique VW-4 (WEARECORON FOUR) fut le septième escadron de l'US Navy dédié à la reconnaissance météorologique. Ils ont piloté plusieurs types d'avions, mais le WC-121N "Willy Victor" fut le plus souvent associé au vol dans l'œil du cyclone. L'escadron a utilisé des WC-121 entre la fin de 1954 et 1972. Le VW-4 a perdu un avion et un équipage lors d'une pénétration de l'ouragan Janet, et un autre a subi de graves dommages dans un cyclone et n'a plus jamais volé. Au cours des saisons 1973 à 1975, le VW-4 a utilisé le Lockheed WP-3A Orion.

### Swan 38
En 1974, un Lockheed WC-130 fraîchement converti (numéro de série 65-0965) est transféré au 54th Weather Reconnaissance Squadron (en), les Typhoon Chasers (chasseurs de typhons), à la Andersen Air Force Base sur l'île de Guam. L'appareil est envoyé pour étudier le typhon Bess. L'équipage s'envole de la Clark Air Base aux Philippines sous le nom de code Swan 38.
Le contact radio avec l'avion est perdu le 12 octobre 1974, alors que l'appareil semblait se diriger vers l’œil du typhon pour une deuxième approche. Aucune transmission radio indiquant une quelconque avarie ne fut reçue et les équipes de recherche ne retrouvèrent aucune trace de l'avion et de ses occupants. Les six membres de l'équipage sont reconnus comme morts au combat. Swan 38 est le seul WC-130 perdu dans une tempête.

### OuraganHugo

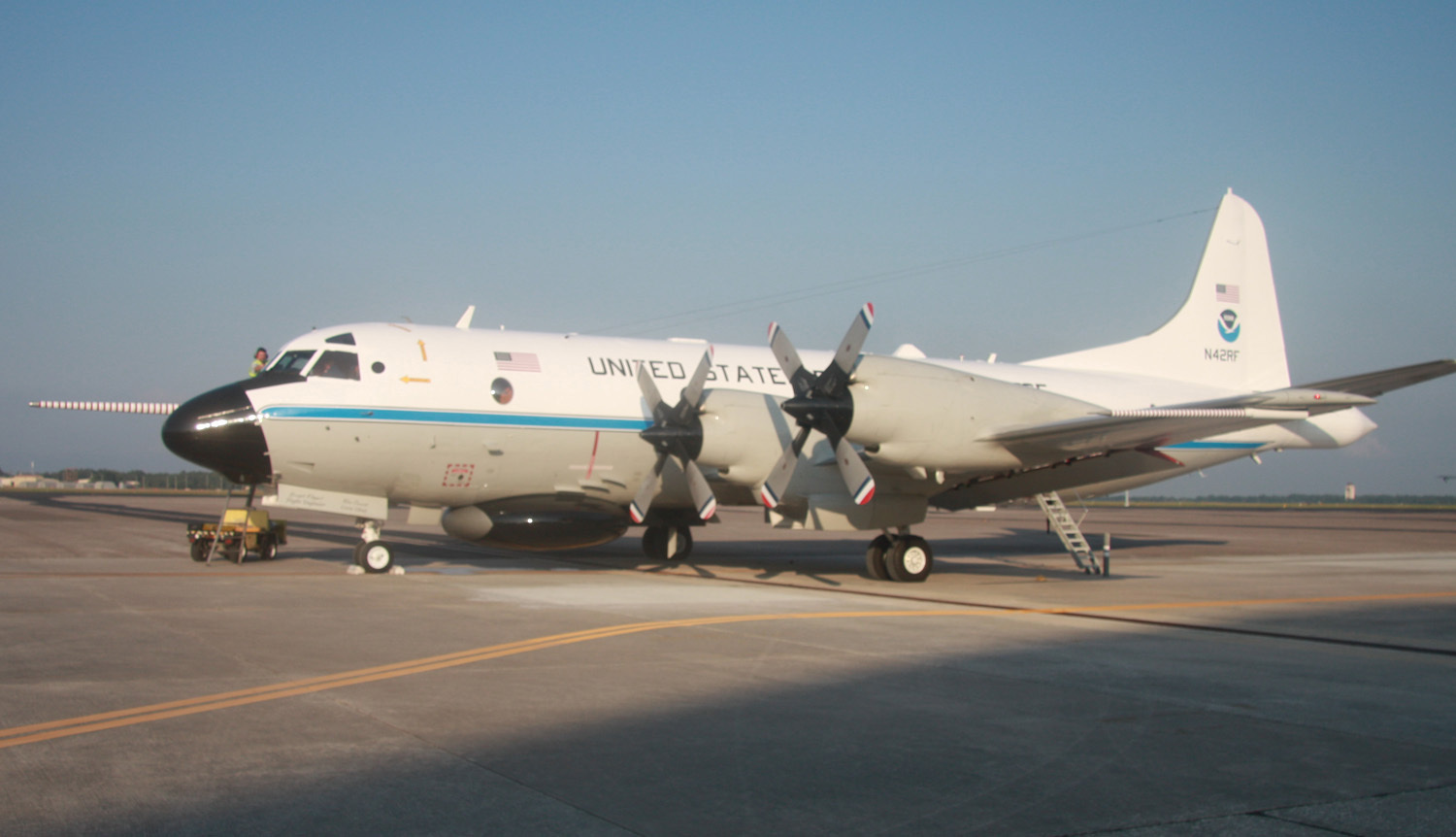
N42RF, l'appareil impliqué dans l'incident du vol NOAA42, ici photographié en mai 2010.

Le 15 septembre 1989, un avion des chasseurs de cyclones part intercepter l’ouragan Hugo dans les Caraïbes (vol NOAA42). L'appareil fait face à des vents extrêmes provoquant un incendie moteur, les pilotes parviennent à poser l'avion en urgence, sans aucune perte humaine. L'accident a fait l'objet d'un épisode dans la série télévisée Air Crash (saison 13 - épisode 6).

### OuraganKatrina

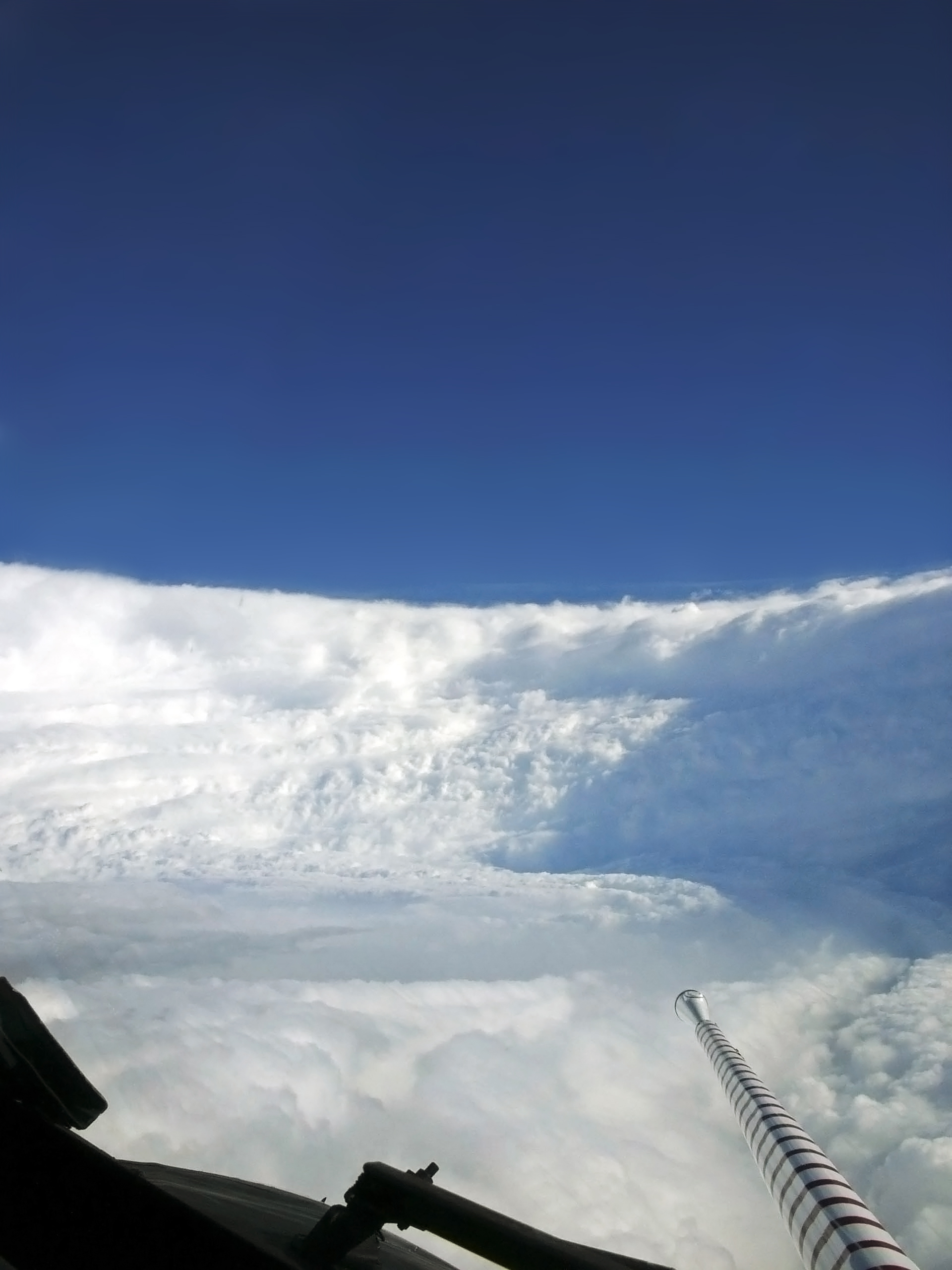
Vue de l’œil de l’ouragan Katrina prise le 28 août 2005 par un NOAA P-3.

L'arrivée sur la côte de l’ouragan Katrina le 29 août 2005 dévasta la Keesler Air Force Base. L'équipement et le personnel durent emménager à la Dobbins Air Reserve Base près d'Atlanta. En dépit de nombreuses pertes, l'escadron n'a jamais manqué de mission auprès de la National Hurricane Center. La 53e est depuis retournée à Keesler.

## Instrumentation
Voici la liste des différents appareils qui ont servi pour la reconnaissance des ouragans :
Lockheed U-2 (1963), A-20 Havoc (1944), B-24 (1944–1945), B-17, 1945–1947 ; B-25, 1946–1947 ; B-29 (1946–1947), WB-29 (1951–1956), WB-50 (1956–1963), WB-47 (1963–1969), WC-121N (1954-1973), WC-130A, B, E et H (1965-2012).
Les différents appareils sont maintenant équipés de tous les instruments de navigation habituels d'un avion de ligne. Ils embarquent également :
- des radars météorologiques ;
- des capteurs de vitesse ;
- des catasondes qu'ils laissent tomber dans le cyclone pour obtenir un radiosondage ;
- des analyseurs granulométriques des précipitations et des aérosols ;
- des radiomètres pour mesurer la température de l'air et de la mer ;
- des diffusomètres.

## Unités

### USAFR 53rd WRS
Le 53rd Weather Reconnaissance Squadron (53e escadron de reconnaissance météorologique) est la seule unité de reconnaissance météorologique militaire opérationnelle au monde. Elle est basée à la Keesler Air Force Base à Biloxi (Mississippi). La majorité des vols de reconnaissance partent de cette base. Le terme hurricane hunters (chasseurs d'ouragan) fut employé pour la première fois en 1946.
Les missions de l'escadron se situent principalement dans l'atlantique nord et le nord-est du pacifique. Ils sont à l'occasion déployés pour la reconnaissance des typhons, cyclones tropicaux du bassin nord-ouest de l'océan Pacifique. Le 53e escadron opère des Lockheed WC-130J (C-130 modifiés) et l'équipage vole directement dans l'ouragan et pénètre en son œil plusieurs fois par mission à des altitudes comprises entre 500 pieds (152,4 m) et 10 000 pieds (3 048 m).

### NOAA Hurricane Hunters
Les membres d'équipage de la NOAA Hurricane Hunters, basée à l'aérodrome de Lakeland Linder Rgnl, à Lakeland (Floride), procèdent à la surveillance, la recherche, et à la reconnaissance des tempêtes tropicales dans les océans Pacifique et Atlantique. Ils possèdent deux Lockheed WP-3D Orion modifiés pour mesurer avec précision les phénomènes physiques à l’intérieur des cyclones, et un jet Gulfstream IV pouvant voler à de hautes altitudes, jusqu'à 41 000 pieds (12,4968 km), pour mesurer les vents qui affectent la trajectoire du cyclone.

## Série télé (2012)
Une téléréalité diffusée sur la chaîne The Weather Channel et intitulée Hurricane Hunters met en scène le 53e escadron de l'USAFR.